# Mistrzostwa Świata w Piłce Siatkowej Mężczyzn 2025
Ten artykuł dotyczy przyszłego wydarzenia sportowego. Informacje w nim zawarte zmienią się w przyszłości.
Mistrzostwa Świata w Piłce Siatkowej Mężczyzn 2025 – 21. edycja mistrzostw świata, organizowanych pod egidą FIVB. 20 marca 2024 ogłoszono, że gospodarzem turnieju zostały Filipiny.  Mistrzostwa odbędą się w dniach 12–28 września. Począwszy od tej edycji liczba uczestników zostanie powiększona z 24 do 32 drużyn, a mistrzostwa będą odbywać się w cyklu dwuletnim, zamiast czteroletniego.
W tej edycji tytułu mistrzowskiego będą bronić Włochy.

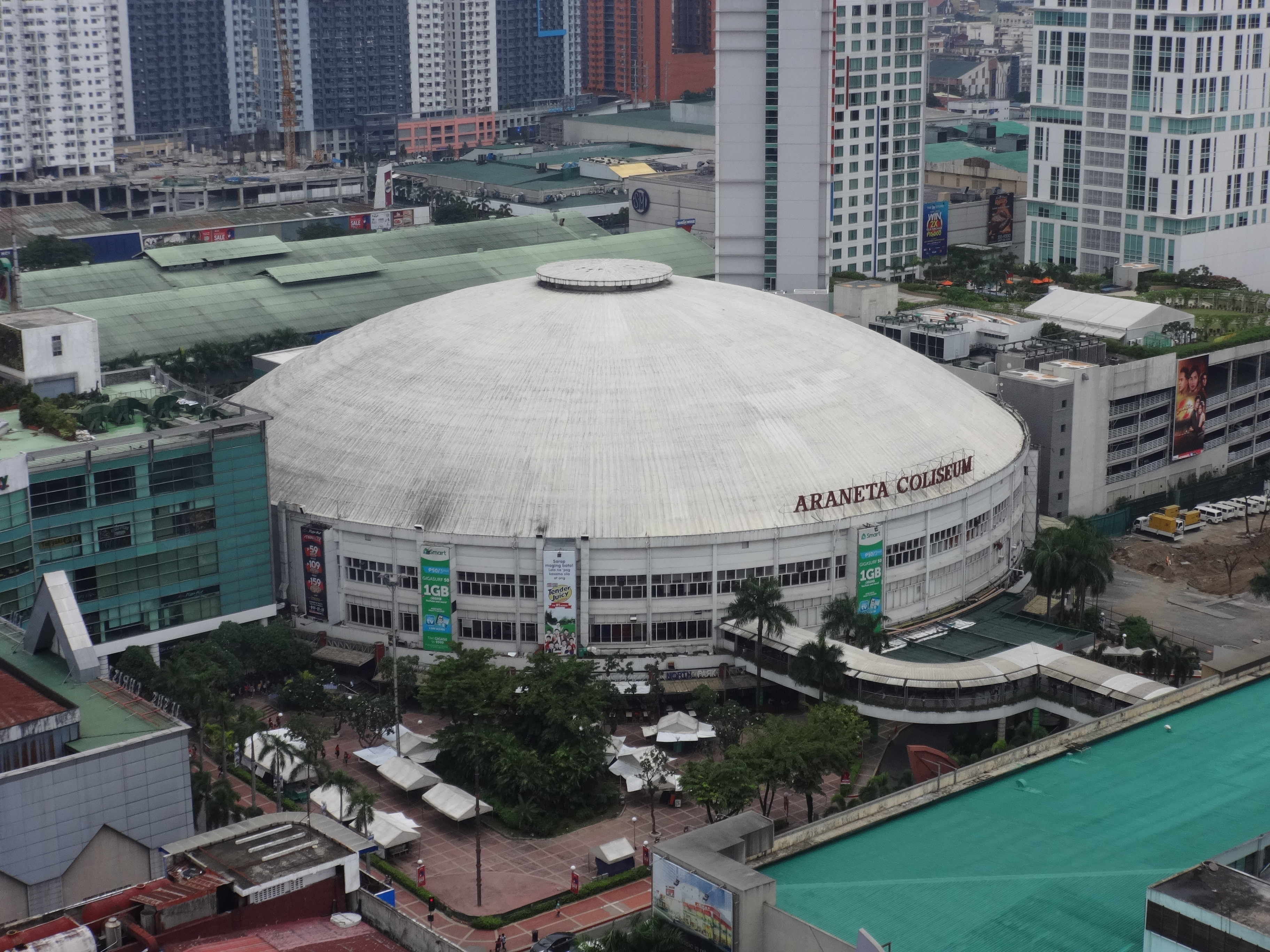
Araneta Coliseum od zewnątrz

## Obiekty sportowe
| Zespół miejski Manili           |
| Grupa A, D, E, H, Faza finałowa |
| Pasay                           |
| SM Mall of Asia Arena           |
| Pojemność: 20 000               |
|                                 |
| Grupa B, C, F, G                |
| Quezon City                     |
| Araneta Coliseum                |
| Pojemność: 14 429               |
|                                 |

## Eliminacje i uczestnicy

### Zakwalifikowane drużyny
| Reprezentacja     | Strefa kwalifikacyjna | Podstawa kwalifikacyjna                                            | Data kwalifikacji | Liczba występów | Mistrzostwa 2022 | Najlepszy wynik                      |
| ----------------- | --------------------- | ------------------------------------------------------------------ | ----------------- | --------------- | ---------------- | ------------------------------------ |
| Filipiny          | AVC                   | Gospodarz                                                          | 20 marca 2024     | debiutant       | debiutant        | debiutant                            |
| Włochy            | CEV                   | Mistrz świata 2022                                                 | 11 września 2022  | 18              | Mistrzostwo      | Mistrzostwo (1990, 1994, 1998, 2022) |
| Japonia           | AVC                   | Mistrz Azji 2023                                                   | 26 sierpnia 2023  | 16              | 12. miejsce      | 3. miejsce (1970, 1974)              |
| Iran              | AVC                   | Wicemistrz Azji 2023                                               | 26 sierpnia 2023  | 7               | 13. miejsce      | 6. miejsce (2014)                    |
| Katar             | AVC                   | 3. miejsce mistrzostw Azji 2023                                    | 26 sierpnia 2023  | 1               | 21. miejsce      | 21. miejsce (2022)                   |
| Argentyna         | CSV                   | Mistrz Ameryki Południowej 2023                                    | 30 sierpnia 2023  | 13              | 8. miejsce       | 3. miejsce (1982)                    |
| Brazylia          | CSV                   | Wicemistrz Ameryki Południowej 2023                                | 30 sierpnia 2023  | 18              | 3. miejsce       | Mistrzostwo (2002, 2006, 2010)       |
| Kolumbia          | CSV                   | 3. miejsce mistrzostw Ameryki Południowej 2023                     | 30 sierpnia 2023  | debiutant       | debiutant        | debiutant                            |
| Stany Zjednoczone | NORCECA               | Mistrz Ameryki Północnej, Środkowej i Karaibów 2023                | 10 września 2023  | 17              | 6. miejsce       | Mistrzostwo (1986)                   |
| Kanada            | NORCECA               | Wicemistrz Ameryki Północnej, Środkowej i Karaibów 2023            | 10 września 2023  | 12              | 17. miejsce      | 7. miejsce (2014)                    |
| Kuba              | NORCECA               | 3. miejsce mistrzostw Ameryki Północnej, Środkowej i Karaibów 2023 | 10 września 2023  | 16              | 14. miejsce      | 2. miejsce (1990, 2010)              |
| Egipt             | CAVB                  | Mistrz Afryki 2023                                                 | 13 września 2023  | 10              | 19. miejsce      | 13. miejsce (2010)                   |
| Algieria          | CAVB                  | Wicemistrz Afryki 2023                                             | 13 września 2023  | 2               | Brak udziału     | 13. miejsce (1994)                   |
| Libia             | CAVB                  | 3. miejsce mistrzostw Afryki 2023                                  | 13 września 2023  | 1               | Brak udziału     | 24. miejsce (1982)                   |
| Polska            | CEV                   | Mistrz Europy 2023                                                 | 16 września 2023  | 18              | 2. miejsce       | Mistrzostwo (1974, 2014, 2018)       |
| Słowenia          | CEV                   | 3. miejsce mistrzostw Europy 2023                                  | 16 września 2023  | 2               | 4. miejsce       | 4. miejsce (2022)                    |
| Francja           | CEV                   | 4. miejsce mistrzostw Europy 2023                                  | 16 września 2023  | 17              | 5. miejsce       | 3. miejsce (2002)                    |
| Niemcy            | CEV                   | 8. miejsce w Rankingu FIVB                                         | 30 sierpnia 2024  | 7               | 15. miejsce      | 3. miejsce (2014)                    |
| Serbia            | CEV                   | 10. miejsce w Rankingu FIVB                                        | 30 sierpnia 2024  | 7               | 9. miejsce       | 2. miejsce (1998)                    |
| Holandia          | CEV                   | 13. miejsce w Rankingu FIVB                                        | 30 sierpnia 2024  | 13              | 10. miejsce      | 2. miejsce (1994)                    |
| Ukraina           | CEV                   | 14. miejsce w Rankingu FIVB                                        | 30 sierpnia 2024  | 2               | 7. miejsce       | 7. miejsce (2022)                    |
| Belgia            | CEV                   | 16. miejsce w Rankingu FIVB                                        | 30 sierpnia 2024  | 9               | Brak udziału     | 8. miejsce (1970)                    |
| Turcja            | CEV                   | 17. miejsce w Rankingu FIVB                                        | 30 sierpnia 2024  | 3               | 11. miejsce      | 11. miejsce (2022)                   |
| Czechy            | CEV                   | 18. miejsce w Rankingu FIVB                                        | 30 sierpnia 2024  | 4               | Brak udziału     | Mistrzostwo (1956, 1966)             |
| Bułgaria          | CEV                   | 19. miejsce w Rankingu FIVB                                        | 30 sierpnia 2024  | 19              | 20. miejsce      | 2. miejsce (1970)                    |
| Portugalia        | CEV                   | 22. miejsce w Rankingu FIVB                                        | 30 sierpnia 2024  | 2               | Brak udziału     | 8. miejsce (2002)                    |
| Finlandia         | CEV                   | 23. miejsce w Rankingu FIVB                                        | 30 sierpnia 2024  | 8               | Brak udziału     | 9. miejsce (2014)                    |
| Tunezja           | CAVB                  | 24. miejsce w Rankingu FIVB                                        | 30 sierpnia 2024  | 11              | 16. miejsce      | 15. miejsce (2006)                   |
| Chiny             | AVC                   | 25. miejsce w Rankingu FIVB                                        | 30 sierpnia 2024  | 15              | 24. miejsce      | 7. miejsce (1978, 1982)              |
| Rumunia           | CEV                   | 26. miejsce w Rankingu FIVB                                        | 30 sierpnia 2024  | 10              | Brak udziału     | 2. miejsce (1956, 1966)              |
| Chile             | CSV                   | 27. miejsce w Rankingu FIVB                                        | 30 sierpnia 2024  | 1               | Brak udziału     | 23. miejsce (1982)                   |
| Korea Południowa  | AVC                   | 28. miejsce w Rankingu FIVB                                        | 30 sierpnia 2024  | 9               | Brak udziału     | 4. miejsce (1978)                    |

## Losowanie[9]
Ceremonia losowania fazy grupowej odbyła się 14 września 2024 roku w Parañaque w hotelu Solaire Resort. Losowanie przeprowadzono stosując tzw. „system serpentyny”.
Wcześniej wszystkie drużyny przydzielono do 3 koszyków, utworzonych na podstawie rankingu FIVB z 30 sierpnia 2024.
| Drużyny rozstawione | Koszyk 1 | Koszyk 2 | Koszyk 3 |
| --- | --- | --- | --- |
| - Filipiny (gospodarz) - Polska (1) - Francja (2) - Stany Zjednoczone (3) - Słowenia (4) - Włochy (5) - Japonia (6) - Brazylia (7) | - Niemcy (8) - Argentyna (9) - Serbia (10) - Kanada (11) - Kuba (12) - Holandia (13) - Ukraina (14) - Iran (15) | - Belgia (16) - Turcja (17) - Czechy (18) - Bułgaria (19) - Egipt (20) - Katar (21) - Portugalia (22) - Finlandia (23) | - Tunezja (24) - Chiny (25) - Rumunia (26) - Chile (27) - Korea Południowa (28) - Libia (44) - Kolumbia (45) - Algieria (50) |

### Grupy
| Grupa A  | Grupa B  | Grupa C          | Grupa D           | Grupa E  | Grupa F  | Grupa G | Grupa H  |
| -------- | -------- | ---------------- | ----------------- | -------- | -------- | ------- | -------- |
| Filipiny | Polska   | Francja          | Stany Zjednoczone | Słowenia | Włochy   | Japonia | Brazylia |
| Iran     | Holandia | Argentyna        | Kuba              | Niemcy   | Ukraina  | Kanada  | Serbia   |
| Egipt    | Katar    | Finlandia        | Portugalia        | Bułgaria | Belgia   | Turcja  | Czechy   |
| Tunezja  | Rumunia  | Korea Południowa | Kolumbia          | Chile    | Algieria | Libia   | Chiny    |

## Rozgrywki[12]

### Faza grupowa

#### Grupa A
- Pasay

Tabela
| Lp. | Drużyna  | Mecze | Mecze   | Mecze   | Pkt | Sety | Sety | Sety  | Małe punkty | Małe punkty | Małe punkty |
| Lp. | Drużyna  | M     | W (3:2) | P (2:3) | Pkt | wyg. | prz. | ratio | zdob.       | str.        | ratio       |
| --- | -------- | ----- | ------- | ------- | --- | ---- | ---- | ----- | ----------- | ----------- | ----------- |
| 1   | Iran     | 0     | 0 (0)   | 0 (0)   | 0   | 0    | 0    | MAX   | 0           | 0           | MAX         |
| 2   | Egipt    | 0     | 0 (0)   | 0 (0)   | 0   | 0    | 0    | MAX   | 0           | 0           | MAX         |
| 3   | Tunezja  | 0     | 0 (0)   | 0 (0)   | 0   | 0    | 0    | MAX   | 0           | 0           | MAX         |
| 4   | Filipiny | 0     | 0 (0)   | 0 (0)   | 0   | 0    | 0    | MAX   | 0           | 0           | MAX         |

Źródło: volleyballworld.com
Punktacja: 3:0 i 3:1 – 3 pkt; 3:2 – 2 pkt; 2:3 – 1 pkt; 1:3 i 0:3 – 0 pkt
Zasady ustalania kolejności: 1. liczba zwycięstw; 2. liczba punktów; 3. stosunek setów; 4. stosunek małych punktów; 5. bilans w bezpośrednich meczach
     Awans do fazy finałowej
     Odpadnięcie z turnieju
• W nawiasach podano godziny meczów zgodnie z czasem środkowoeuropejskim
Wyniki
| Data       | Godz.         | Drużyna 1 | Wynik | Drużyna 2 | 1 | 2 | 3 | 4 | 5 | Razem | Czas | Widzów | * |
| ---------- | ------------- | --------- | ----- | --------- | - | - | - | - | - | ----- | ---- | ------ | - |
| 12.09.2025 | 19:00 (13:00) | Filipiny  |       | Tunezja   |   |   |   |   |   |       |      |        |   |
|            |               |           |       |           |   |   |   |   |   |       |      |        |   |
| 14.09.2025 | 13:30 (07:30) | Iran      |       | Egipt     |   |   |   |   |   |       |      |        |   |
|            |               |           |       |           |   |   |   |   |   |       |      |        |   |
| 16.09.2025 | 13:30 (07:30) | Iran      |       | Tunezja   |   |   |   |   |   |       |      |        |   |
| 16.09.2025 | 17:30 (11:30) | Filipiny  |       | Egipt     |   |   |   |   |   |       |      |        |   |
|            |               |           |       |           |   |   |   |   |   |       |      |        |   |
| 18.09.2025 | 13:30 (07:30) | Egipt     |       | Tunezja   |   |   |   |   |   |       |      |        |   |
| 18.09.2025 | 17:30 (11:30) | Filipiny  |       | Iran      |   |   |   |   |   |       |      |        |   |

#### Grupa B
- Quezon City

Tabela
| Lp. | Drużyna  | Mecze | Mecze   | Mecze   | Pkt | Sety | Sety | Sety  | Małe punkty | Małe punkty | Małe punkty |
| Lp. | Drużyna  | M     | W (3:2) | P (2:3) | Pkt | wyg. | prz. | ratio | zdob.       | str.        | ratio       |
| --- | -------- | ----- | ------- | ------- | --- | ---- | ---- | ----- | ----------- | ----------- | ----------- |
| 1   | Polska   | 0     | 0 (0)   | 0 (0)   | 0   | 0    | 0    | MAX   | 0           | 0           | MAX         |
| 2   | Holandia | 0     | 0 (0)   | 0 (0)   | 0   | 0    | 0    | MAX   | 0           | 0           | MAX         |
| 3   | Rumunia  | 0     | 0 (0)   | 0 (0)   | 0   | 0    | 0    | MAX   | 0           | 0           | MAX         |
| 4   | Katar    | 0     | 0 (0)   | 0 (0)   | 0   | 0    | 0    | MAX   | 0           | 0           | MAX         |

Źródło: volleyballworld.com
Punktacja: 3:0 i 3:1 – 3 pkt; 3:2 – 2 pkt; 2:3 – 1 pkt; 1:3 i 0:3 – 0 pkt
Zasady ustalania kolejności: 1. liczba zwycięstw; 2. liczba punktów; 3. stosunek setów; 4. stosunek małych punktów; 5. bilans w bezpośrednich meczach
     Awans do fazy finałowej
     Odpadnięcie z turnieju
• W nawiasach podano godziny meczów zgodnie z czasem środkowoeuropejskim
Wyniki
| Data       | Godz.         | Drużyna 1 | Wynik | Drużyna 2 | 1 | 2 | 3 | 4 | 5 | Razem | Czas | Widzów | * |
| ---------- | ------------- | --------- | ----- | --------- | - | - | - | - | - | ----- | ---- | ------ | - |
| 13.09.2025 | 18:00 (12:00) | Holandia  |       | Katar     |   |   |   |   |   |       |      |        |   |
| 13.09.2025 | 21:30 (15:30) | Polska    |       | Rumunia   |   |   |   |   |   |       |      |        |   |
|            |               |           |       |           |   |   |   |   |   |       |      |        |   |
| 15.09.2025 | 18:00 (12:00) | Holandia  |       | Rumunia   |   |   |   |   |   |       |      |        |   |
| 15.09.2025 | 21:30 (15:30) | Polska    |       | Katar     |   |   |   |   |   |       |      |        |   |
|            |               |           |       |           |   |   |   |   |   |       |      |        |   |
| 17.09.2025 | 10:30 (04:30) | Katar     |       | Rumunia   |   |   |   |   |   |       |      |        |   |
| 17.09.2025 | 18:00 (12:00) | Polska    |       | Holandia  |   |   |   |   |   |       |      |        |   |

#### Grupa C
- Quezon City

Tabela
| Lp. | Drużyna          | Mecze | Mecze   | Mecze   | Pkt | Sety | Sety | Sety  | Małe punkty | Małe punkty | Małe punkty |
| Lp. | Drużyna          | M     | W (3:2) | P (2:3) | Pkt | wyg. | prz. | ratio | zdob.       | str.        | ratio       |
| --- | ---------------- | ----- | ------- | ------- | --- | ---- | ---- | ----- | ----------- | ----------- | ----------- |
| 1   | Francja          | 0     | 0 (0)   | 0 (0)   | 0   | 0    | 0    | MAX   | 0           | 0           | MAX         |
| 2   | Argentyna        | 0     | 0 (0)   | 0 (0)   | 0   | 0    | 0    | MAX   | 0           | 0           | MAX         |
| 3   | Finlandia        | 0     | 0 (0)   | 0 (0)   | 0   | 0    | 0    | MAX   | 0           | 0           | MAX         |
| 4   | Korea Południowa | 0     | 0 (0)   | 0 (0)   | 0   | 0    | 0    | MAX   | 0           | 0           | MAX         |

Źródło: volleyballworld.com
Punktacja: 3:0 i 3:1 – 3 pkt; 3:2 – 2 pkt; 2:3 – 1 pkt; 1:3 i 0:3 – 0 pkt
Zasady ustalania kolejności: 1. liczba zwycięstw; 2. liczba punktów; 3. stosunek setów; 4. stosunek małych punktów; 5. bilans w bezpośrednich meczach
     Awans do fazy finałowej
     Odpadnięcie z turnieju
• W nawiasach podano godziny meczów zgodnie z czasem środkowoeuropejskim
Wyniki
| Data       | Godz.         | Drużyna 1 | Wynik | Drużyna 2        | 1 | 2 | 3 | 4 | 5 | Razem | Czas | Widzów | * |
| ---------- | ------------- | --------- | ----- | ---------------- | - | - | - | - | - | ----- | ---- | ------ | - |
| 14.09.2025 | 10:30 (04:30) | Argentyna |       | Finlandia        |   |   |   |   |   |       |      |        |   |
| 14.09.2025 | 18:00 (12:00) | Francja   |       | Korea Południowa |   |   |   |   |   |       |      |        |   |
|            |               |           |       |                  |   |   |   |   |   |       |      |        |   |
| 16.09.2025 | 10:30 (04:30) | Argentyna |       | Korea Południowa |   |   |   |   |   |       |      |        |   |
| 16.09.2025 | 18:00 (12:00) | Francja   |       | Finlandia        |   |   |   |   |   |       |      |        |   |
|            |               |           |       |                  |   |   |   |   |   |       |      |        |   |
| 18.09.2025 | 10:30 (04:30) | Finlandia |       | Korea Południowa |   |   |   |   |   |       |      |        |   |
| 18.09.2025 | 18:00 (12:00) | Francja   |       | Argentyna        |   |   |   |   |   |       |      |        |   |

#### Grupa D
- Pasay

Tabela
| Lp. | Drużyna           | Mecze | Mecze   | Mecze   | Pkt | Sety | Sety | Sety  | Małe punkty | Małe punkty | Małe punkty |
| Lp. | Drużyna           | M     | W (3:2) | P (2:3) | Pkt | wyg. | prz. | ratio | zdob.       | str.        | ratio       |
| --- | ----------------- | ----- | ------- | ------- | --- | ---- | ---- | ----- | ----------- | ----------- | ----------- |
| 1   | Stany Zjednoczone | 0     | 0 (0)   | 0 (0)   | 0   | 0    | 0    | MAX   | 0           | 0           | MAX         |
| 2   | Kuba              | 0     | 0 (0)   | 0 (0)   | 0   | 0    | 0    | MAX   | 0           | 0           | MAX         |
| 3   | Portugalia        | 0     | 0 (0)   | 0 (0)   | 0   | 0    | 0    | MAX   | 0           | 0           | MAX         |
| 4   | Kolumbia          | 0     | 0 (0)   | 0 (0)   | 0   | 0    | 0    | MAX   | 0           | 0           | MAX         |

Źródło: volleyballworld.com
Punktacja: 3:0 i 3:1 – 3 pkt; 3:2 – 2 pkt; 2:3 – 1 pkt; 1:3 i 0:3 – 0 pkt
Zasady ustalania kolejności: 1. liczba zwycięstw; 2. liczba punktów; 3. stosunek setów; 4. stosunek małych punktów; 5. bilans w bezpośrednich meczach
     Awans do fazy finałowej
     Odpadnięcie z turnieju
• W nawiasach podano godziny meczów zgodnie z czasem środkowoeuropejskim
Wyniki
| Data       | Godz.         | Drużyna 1         | Wynik | Drużyna 2  | 1 | 2 | 3 | 4 | 5 | Razem | Czas | Widzów | * |
| ---------- | ------------- | ----------------- | ----- | ---------- | - | - | - | - | - | ----- | ---- | ------ | - |
| 13.09.2025 | 10:00 (04:00) | Stany Zjednoczone |       | Kolumbia   |   |   |   |   |   |       |      |        |   |
| 13.09.2025 | 13:30 (07:30) | Kuba              |       | Portugalia |   |   |   |   |   |       |      |        |   |
|            |               |                   |       |            |   |   |   |   |   |       |      |        |   |
| 15.09.2025 | 10:00 (04:00) | Kuba              |       | Kolumbia   |   |   |   |   |   |       |      |        |   |
| 15.09.2025 | 21:00 (15:00) | Stany Zjednoczone |       | Portugalia |   |   |   |   |   |       |      |        |   |
|            |               |                   |       |            |   |   |   |   |   |       |      |        |   |
| 17.09.2025 | 10:00 (04:00) | Portugalia        |       | Kolumbia   |   |   |   |   |   |       |      |        |   |
| 17.09.2025 | 17:30 (11:30) | Stany Zjednoczone |       | Kuba       |   |   |   |   |   |       |      |        |   |

#### Grupa E
- Pasay

Tabela
| Lp. | Drużyna  | Mecze | Mecze   | Mecze   | Pkt | Sety | Sety | Sety  | Małe punkty | Małe punkty | Małe punkty |
| Lp. | Drużyna  | M     | W (3:2) | P (2:3) | Pkt | wyg. | prz. | ratio | zdob.       | str.        | ratio       |
| --- | -------- | ----- | ------- | ------- | --- | ---- | ---- | ----- | ----------- | ----------- | ----------- |
| 1   | Słowenia | 0     | 0 (0)   | 0 (0)   | 0   | 0    | 0    | MAX   | 0           | 0           | MAX         |
| 2   | Niemcy   | 0     | 0 (0)   | 0 (0)   | 0   | 0    | 0    | MAX   | 0           | 0           | MAX         |
| 3   | Bułgaria | 0     | 0 (0)   | 0 (0)   | 0   | 0    | 0    | MAX   | 0           | 0           | MAX         |
| 4   | Chile    | 0     | 0 (0)   | 0 (0)   | 0   | 0    | 0    | MAX   | 0           | 0           | MAX         |

Źródło: volleyballworld.com
Punktacja: 3:0 i 3:1 – 3 pkt; 3:2 – 2 pkt; 2:3 – 1 pkt; 1:3 i 0:3 – 0 pkt
Zasady ustalania kolejności: 1. liczba zwycięstw; 2. liczba punktów; 3. stosunek setów; 4. stosunek małych punktów; 5. bilans w bezpośrednich meczach
     Awans do fazy finałowej
     Odpadnięcie z turnieju
• W nawiasach podano godziny meczów zgodnie z czasem środkowoeuropejskim
Wyniki
| Data       | Godz.         | Drużyna 1 | Wynik | Drużyna 2 | 1 | 2 | 3 | 4 | 5 | Razem | Czas | Widzów | * |
| ---------- | ------------- | --------- | ----- | --------- | - | - | - | - | - | ----- | ---- | ------ | - |
| 13.09.2025 | 17:30 (11:30) | Niemcy    |       | Bułgaria  |   |   |   |   |   |       |      |        |   |
| 13.09.2025 | 21:00 (15:00) | Słowenia  |       | Chile     |   |   |   |   |   |       |      |        |   |
|            |               |           |       |           |   |   |   |   |   |       |      |        |   |
| 15.09.2025 | 13:30 (07:30) | Niemcy    |       | Chile     |   |   |   |   |   |       |      |        |   |
| 15.09.2025 | 17:30 (11:30) | Słowenia  |       | Bułgaria  |   |   |   |   |   |       |      |        |   |
|            |               |           |       |           |   |   |   |   |   |       |      |        |   |
| 17.09.2025 | 13:30 (07:30) | Bułgaria  |       | Chile     |   |   |   |   |   |       |      |        |   |
| 17.09.2025 | 21:00 (15:00) | Słowenia  |       | Niemcy    |   |   |   |   |   |       |      |        |   |

#### Grupa F
- Quezon City

Tabela
| Lp. | Drużyna  | Mecze | Mecze   | Mecze   | Pkt | Sety | Sety | Sety  | Małe punkty | Małe punkty | Małe punkty |
| Lp. | Drużyna  | M     | W (3:2) | P (2:3) | Pkt | wyg. | prz. | ratio | zdob.       | str.        | ratio       |
| --- | -------- | ----- | ------- | ------- | --- | ---- | ---- | ----- | ----------- | ----------- | ----------- |
| 1   | Włochy   | 0     | 0 (0)   | 0 (0)   | 0   | 0    | 0    | MAX   | 0           | 0           | MAX         |
| 2   | Ukraina  | 0     | 0 (0)   | 0 (0)   | 0   | 0    | 0    | MAX   | 0           | 0           | MAX         |
| 3   | Belgia   | 0     | 0 (0)   | 0 (0)   | 0   | 0    | 0    | MAX   | 0           | 0           | MAX         |
| 4   | Algieria | 0     | 0 (0)   | 0 (0)   | 0   | 0    | 0    | MAX   | 0           | 0           | MAX         |

Źródło: volleyballworld.com
Punktacja: 3:0 i 3:1 – 3 pkt; 3:2 – 2 pkt; 2:3 – 1 pkt; 1:3 i 0:3 – 0 pkt
Zasady ustalania kolejności: 1. liczba zwycięstw; 2. liczba punktów; 3. stosunek setów; 4. stosunek małych punktów; 5. bilans w bezpośrednich meczach
     Awans do fazy finałowej
     Odpadnięcie z turnieju
• W nawiasach podano godziny meczów zgodnie z czasem środkowoeuropejskim
Wyniki
| Data       | Godz.         | Drużyna 1 | Wynik | Drużyna 2 | 1 | 2 | 3 | 4 | 5 | Razem | Czas | Widzów | * |
| ---------- | ------------- | --------- | ----- | --------- | - | - | - | - | - | ----- | ---- | ------ | - |
| 14.09.2025 | 14:00 (08:00) | Ukraina   |       | Belgia    |   |   |   |   |   |       |      |        |   |
| 14.09.2025 | 21:30 (15:30) | Włochy    |       | Algieria  |   |   |   |   |   |       |      |        |   |
|            |               |           |       |           |   |   |   |   |   |       |      |        |   |
| 16.09.2025 | 14:00 (08:00) | Ukraina   |       | Algieria  |   |   |   |   |   |       |      |        |   |
| 16.09.2025 | 21:30 (15:30) | Włochy    |       | Belgia    |   |   |   |   |   |       |      |        |   |
|            |               |           |       |           |   |   |   |   |   |       |      |        |   |
| 18.09.2025 | 14:00 (08:00) | Belgia    |       | Algieria  |   |   |   |   |   |       |      |        |   |
| 18.09.2025 | 21:30 (15:30) | Włochy    |       | Ukraina   |   |   |   |   |   |       |      |        |   |

#### Grupa G
- Quezon City

Tabela
| Lp. | Drużyna | Mecze | Mecze   | Mecze   | Pkt | Sety | Sety | Sety  | Małe punkty | Małe punkty | Małe punkty |
| Lp. | Drużyna | M     | W (3:2) | P (2:3) | Pkt | wyg. | prz. | ratio | zdob.       | str.        | ratio       |
| --- | ------- | ----- | ------- | ------- | --- | ---- | ---- | ----- | ----------- | ----------- | ----------- |
| 1   | Japonia | 0     | 0 (0)   | 0 (0)   | 0   | 0    | 0    | MAX   | 0           | 0           | MAX         |
| 2   | Kanada  | 0     | 0 (0)   | 0 (0)   | 0   | 0    | 0    | MAX   | 0           | 0           | MAX         |
| 3   | Turcja  | 0     | 0 (0)   | 0 (0)   | 0   | 0    | 0    | MAX   | 0           | 0           | MAX         |
| 4   | Libia   | 0     | 0 (0)   | 0 (0)   | 0   | 0    | 0    | MAX   | 0           | 0           | MAX         |

Źródło: volleyballworld.com
Punktacja: 3:0 i 3:1 – 3 pkt; 3:2 – 2 pkt; 2:3 – 1 pkt; 1:3 i 0:3 – 0 pkt
Zasady ustalania kolejności: 1. liczba zwycięstw; 2. liczba punktów; 3. stosunek setów; 4. stosunek małych punktów; 5. bilans w bezpośrednich meczach
     Awans do fazy finałowej
     Odpadnięcie z turnieju
• W nawiasach podano godziny meczów zgodnie z czasem środkowoeuropejskim
Wyniki
| Data       | Godz.         | Drużyna 1 | Wynik | Drużyna 2 | 1 | 2 | 3 | 4 | 5 | Razem | Czas | Widzów | * |
| ---------- | ------------- | --------- | ----- | --------- | - | - | - | - | - | ----- | ---- | ------ | - |
| 13.09.2025 | 10:30 (04:30) | Kanada    |       | Libia     |   |   |   |   |   |       |      |        |   |
| 13.09.2025 | 14:00 (08:00) | Japonia   |       | Turcja    |   |   |   |   |   |       |      |        |   |
|            |               |           |       |           |   |   |   |   |   |       |      |        |   |
| 15.09.2025 | 10:30 (04:30) | Turcja    |       | Libia     |   |   |   |   |   |       |      |        |   |
| 15.09.2025 | 14:00 (08:00) | Japonia   |       | Kanada    |   |   |   |   |   |       |      |        |   |
|            |               |           |       |           |   |   |   |   |   |       |      |        |   |
| 17.09.2025 | 14:00 (08:00) | Kanada    |       | Turcja    |   |   |   |   |   |       |      |        |   |
| 17.09.2025 | 21:30 (15:30) | Japonia   |       | Libia     |   |   |   |   |   |       |      |        |   |

#### Grupa H
- Pasay

Tabela
| Lp. | Drużyna  | Mecze | Mecze   | Mecze   | Pkt | Sety | Sety | Sety  | Małe punkty | Małe punkty | Małe punkty |
| Lp. | Drużyna  | M     | W (3:2) | P (2:3) | Pkt | wyg. | prz. | ratio | zdob.       | str.        | ratio       |
| --- | -------- | ----- | ------- | ------- | --- | ---- | ---- | ----- | ----------- | ----------- | ----------- |
| 1   | Brazylia | 0     | 0 (0)   | 0 (0)   | 0   | 0    | 0    | MAX   | 0           | 0           | MAX         |
| 2   | Serbia   | 0     | 0 (0)   | 0 (0)   | 0   | 0    | 0    | MAX   | 0           | 0           | MAX         |
| 3   | Czechy   | 0     | 0 (0)   | 0 (0)   | 0   | 0    | 0    | MAX   | 0           | 0           | MAX         |
| 4   | Chiny    | 0     | 0 (0)   | 0 (0)   | 0   | 0    | 0    | MAX   | 0           | 0           | MAX         |

Źródło: volleyballworld.com
Punktacja: 3:0 i 3:1 – 3 pkt; 3:2 – 2 pkt; 2:3 – 1 pkt; 1:3 i 0:3 – 0 pkt
Zasady ustalania kolejności: 1. liczba zwycięstw; 2. liczba punktów; 3. stosunek setów; 4. stosunek małych punktów; 5. bilans w bezpośrednich meczach
     Awans do fazy finałowej
     Odpadnięcie z turnieju
• W nawiasach podano godziny meczów zgodnie z czasem środkowoeuropejskim
Wyniki
| Data       | Godz.         | Drużyna 1 | Wynik | Drużyna 2 | 1 | 2 | 3 | 4 | 5 | Razem | Czas | Widzów | * |
| ---------- | ------------- | --------- | ----- | --------- | - | - | - | - | - | ----- | ---- | ------ | - |
| 14.09.2025 | 17:30 (11:30) | Serbia    |       | Czechy    |   |   |   |   |   |       |      |        |   |
| 14.09.2025 | 21:00 (15:00) | Brazylia  |       | Chiny     |   |   |   |   |   |       |      |        |   |
|            |               |           |       |           |   |   |   |   |   |       |      |        |   |
| 16.09.2025 | 10:00 (04:00) | Brazylia  |       | Czechy    |   |   |   |   |   |       |      |        |   |
| 16.09.2025 | 21:00 (15:00) | Serbia    |       | Chiny     |   |   |   |   |   |       |      |        |   |
|            |               |           |       |           |   |   |   |   |   |       |      |        |   |
| 18.09.2025 | 10:00 (04:00) | Brazylia  |       | Serbia    |   |   |   |   |   |       |      |        |   |
| 18.09.2025 | 21:00 (15:00) | Czechy    |       | Chiny     |   |   |   |   |   |       |      |        |   |